# Moure de la Gardille
Le Moure de la Gardille est un sommet du Massif central appartenant aux monts de la Margeride en Lozère. Il est situé à proximité du mont Lozère.

## Géographie

### Situation
Le Moure de la Gardille est situé à proximité de la forêt de Mercoire, face à la montagne du Goulet, entre Cévennes et Margeride, à 35 km environ de Mende.

### Hydrographie
Deux sources importantes sont situées sur la montagne, à moins de deux kilomètres l'une de l'autre : celles de l'Allier et du Chassezac. Et pourtant ces deux rivières ne vont pas alimenter le même bassin. En effet l'Allier se jette dans la Loire alors que le Chassezac – bien que naissant à l'ouest de l'Allier – descend vers l'Ardèche et la vallée du Rhône.